# Beretta Cougar

La Beretta 8000, también conocidas por el nombre de Cougar, son una serie de pistolas, que aparecieron en el mercado en 1994 como una alternativa compacta a las voluminosas Beretta M92F. 

## Descripción
Las pistolas Cougar fueron primero desarrolladas para el por entonces nuevo cartucho .40 S&W, y más tarde fue adaptada a otros cartuchos como el 9 x 19 Parabellum, .357 SIG y .45 ACP. Estas pistolas ofrecen un buen compromiso entre ocultación, facilidad de transporte, precisión y potencia de fuego. Estas pistolas están bien ajustadas a las tareas policiales o a la defensa propia de civiles.
La serie 8000 Cougar son pistolas semiautomáticas, operadas por retroceso y con sistema de recámara acerrojada. Estas pistolas usan un inusual sistema rotativo de acerrojado del cañón, en el cual el cañón rota con el retroceso para soltarse de la corredera. El movimiento de rotación del cañón está controlado por un pasador en su parte inferior, que sigue la guía de la leva hacia una inserción de acero en el armazón. Para disminuir el retroceso y la fatiga del armazón, la inserción está montada en el muelle de retroceso y está amortiguada. El armazón está hecho de una aleación ligera de aluminio. La versión básica de la pistola Cougar es el modelo F, que es de doble acción única con martillo expuesto, y palancas ambidextras de desamartillado del arma y seguro localizadas en la corredera. La alternativa es la versión D, que es de doble acción solo pero con martillo sin resalte y sin palancas de seguro ni desamartillado. Las pistolas Cougar usan cargadores de dos filas de balas en las versiones de calibre 9 mm y 10 mm, y cargadores de una fila en los modelos de calibre 11,43 mm.